# عضل لاتاستي
عضل لاتاستي (الاسم العلمي: Gerbillus latastei) (بالإنجليزية: Lataste’s Gerbil)‏ هو نوع من الحيوانات يتبع جنس العضل من الفصيلة الفأرية.